# Leone Caetani
Pour les articles homonymes, voir Caetani.
Leone Caetani (né le 12 septembre 1869 à Rome et mort le 25 décembre 1935  à Vancouver) est un historien italien (canadien à la fin de sa vie), orientaliste et spécialiste de l'islam médiéval.

## Biographie
Leone Caetani était issu de l'antique famille aristocratique des Caetani (en) (qui a donné deux papes : Gélase II et Boniface VIII), et fut titré lui-même 15e duc de Sermoneta et 5e prince de Teano. Son père le prince Onorato Caetani (1842-1917) fut député (Droite historique), sénateur, ministre des affaires étrangères, maire de Rome. Sa mère était anglaise : Ada Constance Bootle-Wilbraham († 16 septembre 1934),. Il passa son enfance entre le palazzo romain de la famille, situé via delle Botteghe Oscure, les châteaux écossais de sa famille maternelle, et la demeure parisienne de sa grand-tante la comtesse polonaise Taïda Rzewuska. Au lendemain de l'annexion de Rome par le royaume d'Italie (1870), les Caetani étaient l'une des principales familles de l'aristocratie « blanche » (c'est-à-dire laïque et soutenant la cause de l'unité italienne).
Il fit à l'Université La Sapienza des études d'histoire classiques, présentant en 1891, devant l'historien de l'Italie Amedeo Crivellucci (1850-1914), un mémoire sur une légation pontificale à Paris pendant le siège de 1590, d'après le journal d'un des participants, Paolo Alaleone di Branca (1557-1643), maître des cérémonies. Mais il se passionna très tôt pour l'Orient et y fit des voyages dont il publia un vivant récit dès 1891. Son voyage le plus important se déroula, en 1894, entre l'Égypte et la Perse. Il suivit aussi à La Sapienza les cours de langue et littérature arabes de Celestino Schiaparelli, et ceux de langues sémitiques d'Ignazio Guidi. Il maîtrisa bientôt plusieurs langues orientales, dont l'arabe, le turc et le persan. Il participa à son premier congrès international d'orientalistes à Londres en septembre 1892. Grâce à la fortune familiale, il put très jeune se mettre à constituer une riche bibliothèque consacrée à la civilisation arabo-musulmane, avec notamment une remarquable collection de photographies de manuscrits.
Il conçut également très tôt ce qui allait devenir son opus magnum : une histoire analytique minutieuse, année après année, des premiers temps de l'islam depuis l'Hégire en 622, par la collecte aussi exhaustive que possible de toute la « matière historique » transmise par les auteurs anciens, et son traitement par les méthodes critiques de la science moderne. Il devait en sortir les Annali dell' Islam, œuvre monumentale en neuf volumes formant dix tomes, dont le premier sortit à Milan, chez Ulrico Hoepli, en 1905. Ce premier volume fait 740 pages, avec une « introduction » de plus de 300 pages sur les événements préliminaires, puis, par chapitres, les ans 1 à 6 de l'Hégire ; le second volume (tomes I et II), publié en 1907, fait 1 567 pages et couvre les ans 7 à 12 (le tome II étant tout entier consacré à l'an 12) ; le troisième volume, paru en 1910, couvre en 973 pages les ans 13 à 17 ; etc. La publication se poursuivit jusqu'en 1926 et chronologiquement jusqu'à la mort du calife Ali ibn Abi Talib le 27 janvier 661 (soit le 21 du mois de ramadan de l'an 40 de l'Hégire) ; en fait, le travail d'écriture des volumes parus était achevé en 1915. Leone Caetani conçut et commença ce grand ouvrage seul, mais s'adjoignit ensuite des collaborateurs, notamment Giuseppe Gabrieli (1872-1942, à partir de 1903 bibliothécaire de l'Académie des Lyncéens au palais Corsini), Michelangelo Guidi (1886-1946), fils d'Ignazio Guidi, et à partir de 1911 Giorgio Levi Della Vida.
Il épousa en 1901 Vittoria Colonna (Londres, 1880-Rome, 1954), d'une famille aristocratique rivale de la sienne, mais le mariage ne fut pas heureux, et ils n'eurent qu'un fils handicapé. De 1909 à 1913, il fut député pour le quatrième collège électoral de Rome, adoptant une orientation politique radicale et anticléricale, et se retrouvant aux côtés du groupe socialiste dans l'opposition à la déclaration de guerre à l'Empire ottoman en septembre 1911 et à la conquête de la Libye qui s'ensuivit. Il s'attira des haines par cette prise de position et ne fut pas réélu en 1913. Après l'entrée de l'Italie dans la Première Guerre mondiale, en mai 1915, il s'engagea sur le front, comme officier d'artillerie de montagne dans les Dolomites, interrompant durablement ses travaux académiques, ce qui fut une réplique à la campagne menée contre lui pour antipatriotisme dans les années précédentes. Il fut renvoyé chez lui peu avant la fin du conflit pour raisons de santé.
En 1919, il devint membre de plein exercice de l'Académie des Lyncéens (dont il était correspondant depuis 1911), mais il ne se remit pas vraiment à son travail sur les Annali dell' Islam, qu'il avait pourtant prévu de continuer jusqu'à la chute des Omeyyades en 750. Il créa en 1924 une Fondazione Caetani per gli studi musulmani auprès de l'Académie des Lyncéens, à laquelle il légua sa splendide bibliothèque orientaliste, et dont il prévoyait au départ de devenir président actif. Mais son opposition notoire au fascisme, et les circonstances de sa vie privée (il était séparé de son épouse et vivait avec une autre femme, Ofelia Fabiani, dont il avait une fille, Sveva, née le 6 août 1917), le conduisirent à quitter l'Italie pour le Canada avec sa compagne et sa fille en 1927. Il acquit une propriété à Vernon dans l'arrière-pays de Vancouver, où il mena une vie isolée et rustique, entrecoupée de brefs séjours en Europe (en France et en Angleterre, mais pas en Italie). Ayant adopté la citoyenneté canadienne, il fut déchu de sa nationalité italienne par le régime fasciste en avril 1935, et par là-même radié de l'Académie des Lyncéens. Il mourut le jour de Noël suivant d'un cancer de la gorge, à soixante-six ans.

## Publications
- Nel deserto del Sinai (Arabia Petrea), Rome, Tipografia delle Terme Diocleziane, 1891.
- « Vita e diario di Paolo Alaleone di Branca, maestro delle ceremonie (1582-1638) », Archivio della Reale Società romana di storia patria, t. XVI, 1893, p. 5-46.
- Annali dell' Islam, vol. 1 à 10, Milan, Ulrico Hoepli, 1905-1926.
- Lo studio storico dell' Islam, Rome, Casa editrice italiana, 1908.
- Maometto profeta d'Arabia, Rome, Casa editrice italiana, 1910.
- Studi di storia orientale, 3 vol., Milan, U. Hoepli, 1911-1914 (réimpr. en 2 vol. , Rome, Edizioni di storia e letteratura, 2012).
- « La funzione dell' Islam nell' evoluzione della civiltà », Scientia, Rivista di scienza, vol. XI, 23-3, 1912.
- Chronographia Islamica, ossia riassunto cronologico della storia di tutti i popoli musulmani dall' anno 1 all' anno 922 della Higrah (622-1517 dell' Èra volgare), Paris, P. Geuthner, 1912.
- (avec Giuseppe Gabrieli), Onomasticon Arabicum, ossia Repertorio alfabetico dei nomi di persona e di luogo contenuti nelle principali opere storiche, biografiche e geografiche, stampate e manoscritte, relative all' Islām, Rome, Casa editrice italiana, 1915.
- Cronographia generale del Bacino Mediterraneo e dell' Oriente musulmano dal 622 al 1517 dell' Èra volgare, Rome, Casa editrice italiana, 1923.
- Altri studi di storia orientale : pagine inedite (édité par Fulvio Tessitore), Rome, L'Erma di Breitschneider, 1997.